# Marywadea ovata
Marywadea ovata är ett fossil som påträffats i ediacarafauna. Djuret beskrevs 1966 under namnet Spriggina ovata men blev 1976 omklassad till Marywadea ovata. Liksom Spriggina antogs Marywadea tidigare tillhöra ringmasksläktet, men idag tros de i stället endast utseendemässigt likna ringmaskar och i stället tillhör ett släkte helt skilt från det moderna djurriket som numera är utdött.